# Санбері (Пенсільванія)
Санбері (англ. Sunbury) — місто (англ. city) в США, в окрузі Нортамберленд штату Пенсільванія. Населення — 9719 осіб (2020).

## Географія
Санбері розташоване за координатами 40°51′41″ пн. ш. 76°47′12″ зх. д. / 40.86139° пн. ш. 76.78667° зх. д. (40.861406, -76.786675).  За даними Бюро перепису населення США в 2010 році місто мало площу 5,60 км², з яких 5,34 км² — суходіл та 0,26 км² — водойми.

## Демографія
Згідно з переписом 2010 року, у місті мешкало 9905 осіб у 4223 домогосподарствах у складі 2409 родин. Густота населення становила 1767 осіб/км².  Було 4864 помешкання (868/км²).
Расовий склад населення:
| - 91,0 % — білих - 2,8 % — чорних або афроамериканців - 0,3 % — корінних американців - 0,3 % — азіатів - 3,3 % — осіб інших рас |

До двох чи більше рас належало 2,3 %. Частка іспаномовних становила 6,7 % від усіх жителів.
За віковим діапазоном населення розподілялося таким чином: 22,6 % — особи молодші 18 років, 61,4 % — особи у віці 18—64 років, 16,0 % — особи у віці 65 років та старші. Медіана віку мешканця становила 38,9 року. На 100 осіб жіночої статі у місті припадало 90,7 чоловіків;  на 100 жінок у віці від 18 років та старших — 89,6 чоловіків також старших 18 років.
Середній дохід на одне домашнє господарство  становив 41 895 доларів США (медіана — 30 698), а середній дохід на одну сім'ю — 52 160 доларів (медіана — 41 731). Медіана доходів становила 32 587 доларів для чоловіків та 27 173 долари для жінок. За межею бідності перебувало 23,2 % осіб, у тому числі 28,2 % дітей у віці до 18 років та 8,0 % осіб у віці 65 років та старших.
Цивільне працевлаштоване населення становило 3902 особи. Основні галузі зайнятості: освіта, охорона здоров'я та соціальна допомога — 31,3 %, виробництво — 15,2 %, роздрібна торгівля — 14,8 %.